# Station Taynuilt

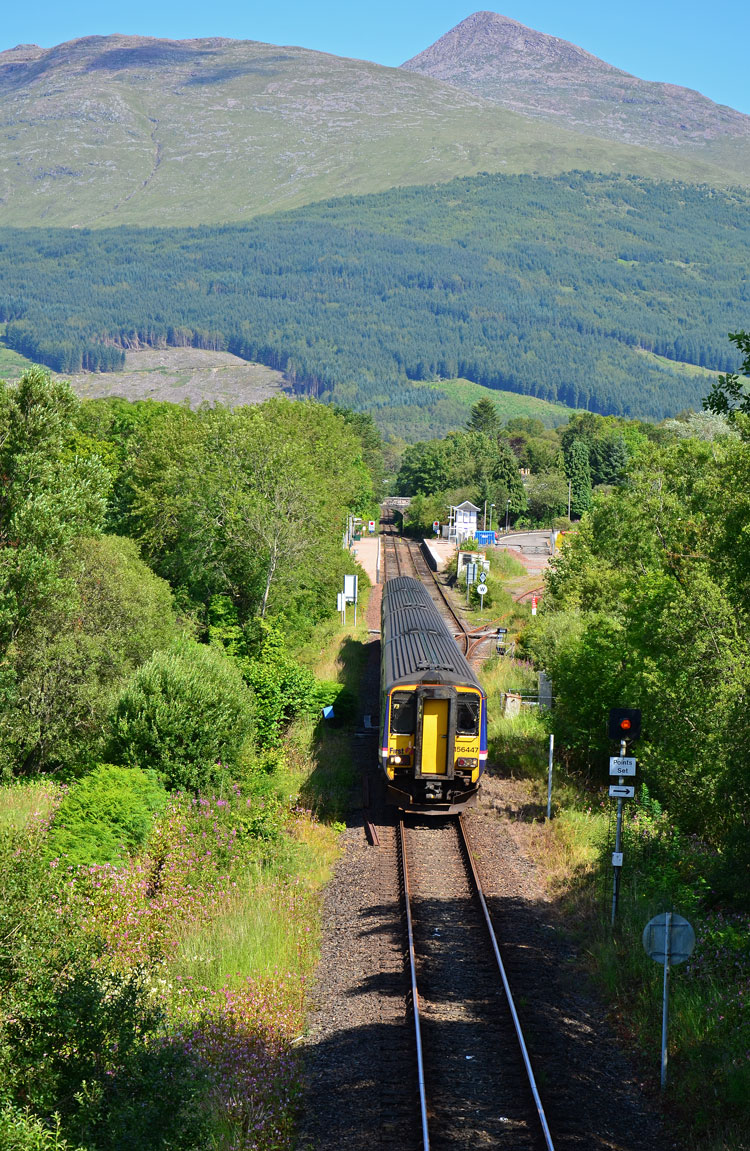
Landschap bij station Taynuilt

Taynuilt is een spoorwegstation van National Rail in Argyll and Bute in Schotland. Het station is eigendom van Network Rail en wordt beheerd door ScotRail. 